# Anthene somalina
Anthene somalina är en fjärilsart som beskrevs av Henry Stempffer 1936. Anthene somalina ingår i släktet Anthene och familjen juvelvingar. Inga underarter finns listade i Catalogue of Life.